# Forte Sofia
Forte Sofia, originariamente chiamato Werk Sofia, è una fortificazione posta sulle colline a nord-ovest di Verona, parte del complesso sistema difensivo cittadino e più in particolare del settore dei forti collinari e dei forti avanzati di pianura, messo in opera tra 1837 e 1843. La struttura fortificata fu realizzata nel 1838 e i lavori furono diretti dal direttore del Imperiale Regio Ufficio delle Fortificazioni di Verona, il maggiore generale tedesco Franz von Scholl. Il forte era stato intitolato all'arciduchessa Sofia di Baviera, madre del futuro imperatore Francesco Giuseppe, anche se è noto pure come forte Santa Sofia per similitudine con i circostanti forte San Leonardo e forte San Mattia.

## Descrizione
Nel sistema collinare, il forte occupa la posizione più a meridione, sull'altura inferiore del colle di San Leonardo, che domina la parte occidentale della cinta magistrale di sinistra d'Adige, in particolare le opere della rondella e del rivellino di San Giorgio. Con il sistema dei forti collinari, concorreva a interdire l'aggiramento della piazzaforte a settentrione, inoltre copriva il fronte di gola del soprastante forte San Leonardo, batteva d'infilata la strada del Tirolo e il corso discendente dell'Adige, incrociando i tiri con il forte San Procolo.
Il forte è composto da una torre casamattata centrale a tracciato circolare circondata da un recinto perimetrale di sicurezza, a feritoie, munito di tre organi di fiancheggiamento, tra cui una caponiera casamattata sul fronte principale. L'impianto completo, col recinto di sicurezza perimetrale a tracciato poligonale, era stato previsto da Scholl anche per le altre quattro torri collinari, realizzate poi in forma ridotta per ragioni di economia. Il fronte principale, spezzato e arcuato, è costituito dal terrapieno con le postazioni di artiglieria a cielo aperto, protetto da possenti merloni di muratura. Il fossato asciutto separa il forte dalla collina antistante, rivestita dal muro di controscarpa, e modellata alla sommità in forma geometrica di spalto, per il tiro radente di artiglieria. Completano il fronte principale una casamatta sullo spigolo sinistro e due poterne che conducono alle gallerie per fucilieri, inserite alle opposte estremità del fossato.

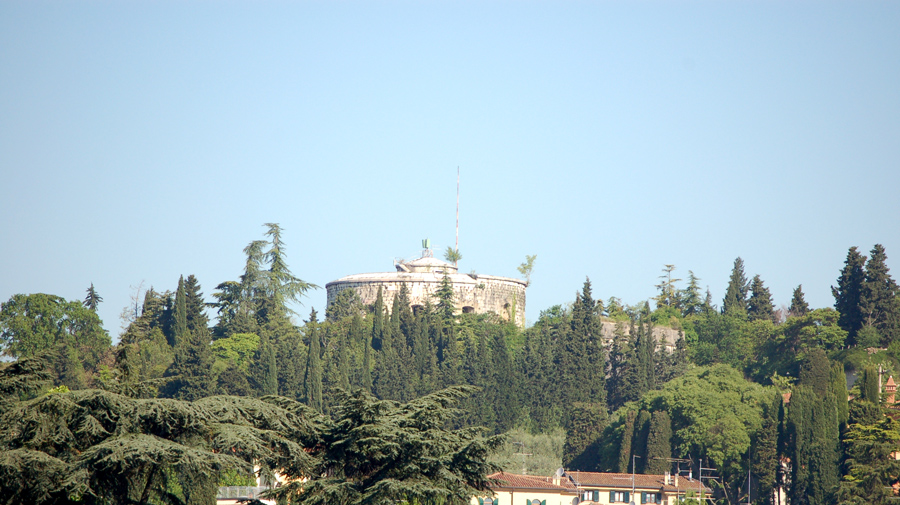
Fotografia del 2008 del forte

La torre si eleva su tre piani, oltre alla piattaforma superiore; tuttavia il piano terra, per l'adattamento al profilo collinare, si articola solo su metà dell'impianto circolare: qui è contenuta la polveriera a prova di bomba. La galleria anulare con fuciliere per la difesa ravvicinata, sporgente al piano terra, è anch'essa sfalsata su due livelli, per le medesime ragioni di adattamento al profilo collinare. Al livello inferiore della torre è inserito un maestoso portale, con antistante fossato; all'interno, nella casamatta anulare, un recinto di sicurezza per fucilieri batte l'ingresso della torre. Al secondo piano la casamatta anulare, con 12 cannoniere, era predisposta per le artiglierie. Infine sulla piattaforma, a cielo aperto, era allestito l'armamento principale dell'opera: speciali affusti consentivano alla batteria di cannoni la rotazione a 360°, in modo da battere l'intero spazio circostante. I piani sono collegati dal corpo scala centrale, a doppia rampa elicoidale.
I paramenti murari del recinto di sicurezza, del muro di controscarpa e della galleria per fucilieri, sono a conci di tufo con apparecchio a opus poligonale. La torre centrale è invece rivestita con paramento di tufo a conci squadrati, su corsi regolari.

## Armamento
L'armamento della fortificazione consisteva in:
- 14 cannoni ad anima liscia

Riserve di munizioni: 70 barili di polvere da 112 kg.

## Presidio di guerra
Il presidio in caso di guerra della fortificazione consisteva in:
- 150 fanti
- 24 artiglieri

Era inoltre possibile disporre un presidio di emergenza di 230 uomini.